# Norra Jämtlands domsaga
Norra Jämtlands domsaga var en domsaga i Jämtlands län. Den bildades 1812 (enligt beslut den 21 januari 1811) genom delningen av Jämtlands domsaga. Domsagan upplöstes den 1 januari 1879 (enligt beslut den 7 juni 1878) då Jämtlands indelning i domsagor justerades, och antalet domsagor ökade från två till fyra stycken.
Domsagan lydde under Svea hovrätt.

## Tingslag
Vid bildandet av domsagan löd sju tingslag under den och detta antal kvarstod ända till domsagans upphörande 1879.
- Brunflo tingslag
- Hammerdals tingslag
- Lits tingslag
- Offerdals tingslag
- Ragunda tingslag
- Revsunds tingslag
- Rödöns tingslag

## Häradshövdingar
| Ämbetstid                             | Namn                   | Levnadstid |
| ------------------------------------- | ---------------------- | ---------- |
| (fullmakt 21 februari 1812) 1812-1848 | Johan Montelius        | ?-1848     |
| (fullmakt 6 mars 1849) 1849-1878      | Johan Gunno Hasselberg |            |

## Valkrets för val till andra kammaren
Vid andrakammarvalen 1866 utgjorde Norra Jämtlands domsaga en valkrets: Norra Jämtlands domsagas valkrets. Valkretsen upphörde inför valet 1869, då den delades i två delar.